# Restaurantbeoordeling

Het logo van White Guide, een Zweedse restaurantgids

Bij de beoordeling van restaurants wordt de kwaliteit van restaurants uitgedrukt in symbolen (meestal sterren) of cijfers. De beoordelingen worden doorgaans gepubliceerd in restaurantgidsen, maar ook in kranten, lifestyle-bladen en internetpublicaties als E-zines en blogs. Websites met door klanten geschreven recensies en beoordelingen worden steeds populairder, maar de betrouwbaarheid ervan is niet gegarandeerd.

## Restaurantgidsen
Een van de meest bekende en gerespecteerde gidsen is de Michelinserie, die haar waardering van culinaire verdienste uitdrukt in sterren, van één tot drie. Eén ster staat voor "Een uitstekende keuken in zijn categorie.", twee sterren duiden op een "Verfijnde keuken, een omweg waard", drie sterren staan voor "Uitzonderlijke keuken, de reis waard."
Veel kranten hebben speciale rubrieken waarin restaurants beoordeeld worden. Voorbeelden hiervan waren:
- Johannes van Dam - beoordelaar voor Het Parool
- Paolo Tullio - beoordelaar voor de Irish Independent[3]. voordien eigenaar en chef-kok van het door Michelin onderscheiden Armstrong's Barn.

### Overzicht van restaurantgidsen

#### Europa
| Naam                       | Werkgebied                  | Type beoordeling            | Methode                                                |
| -------------------------- | --------------------------- | --------------------------- | ------------------------------------------------------ |
| Le Cordon Bleu             | Frankrijk                   | ?                           | ?                                                      |
| Egon Ronay's Guide         | Ierland en Groot-Brittannië | 1 tot 3 sterren             | Inspecteurs                                            |
| GaultMillau                | Europa                      | 1 tot 20 punten             | Eigen inspecteurs of lokale professionele beoordelaars |
| Georgina Campbell's Guides | Ierland                     | 0,5 tot 3 sterren           | Anonieme inspecteurs                                   |
| The Good Food Guide        | Groot-Brittannië            | Schaal van 1 tot 10         | Beoordelingen door het publiek                         |
| Knoopjelos.nl              | Nederland                   | 1 tot 10 punten             | Inspecteurs                                            |
| Lekker                     | Nederland                   | Rangschikking van 1 tot 100 | ?                                                      |
| Michelingids               | Europa (gedeeltelijk)       | 1 tot 3 sterren             | Professionele inspecteurs                              |
| White Guide                | Zweden en Kopenhagen        | Rangschikking van 1 tot 100 | Inspecteurs                                            |

#### Amerika
| Naam                            | Werkgebied                      | Type beoordeling  | Methode                                                                          |
| ------------------------------- | ------------------------------- | ----------------- | -------------------------------------------------------------------------------- |
| Michelin Gids                   | Verenigde Staten (gedeeltelijk) | 1 tot 3 sterren   | Professionele inspecteurs                                                        |
| Forbes Travel Guide             | Verenigde Staten                | 1 tot 5 sterren   | Professionale beoordelaars, klanten en zelfrapportage door hotels en restaurants |
| American Automobile Association | Verenigde Staten                | 1 tot 5 diamanten | ?                                                                                |
| Zagat                           | Verenigde Staten                | 1 tot 30 punten   | Beoordelingen door het publiek                                                   |

#### Rest van de wereld
| Naam                                | Werkgebied | Type beoordeling                                                                                     | Methode                   |
| ----------------------------------- | ---------- | --- | ------------------------- |
| Australian Good Food & Travel Guide | Australië  | Totale beoordeling: 1 tot 5 "gekruiste lepel en vork"-symbolen Eten: koksmuts met maximaal 20 punten | Inspecteurs               |
| Miele Guide                         | Azië       | ? | ?                         |
| Food Connection Pakistan            | Pakistan   | 1 tot 5 sterren                                                                                      | Geregistreerde gebruikers |

### Websites
Naast de traditionele restaurantgidsen zijn er vele websites met restaurantbeoordelingen. Deze hebben het mogelijk gemaakt dat ook het algemene publiek restaurants beoordeelt. Voorbeelden zijn Tripadvisor en IENS.
Dergelijke beoordelingen door het algemene publiek leiden geregeld tot kritiek van restaurants, omdat zij volgens hen niet-professioneel zijn: onduidelijk is welke criteria worden gehanteerd. Die beoordelingen kunnen bovendien eenvoudig worden vervalst of geheel nep zijn.

### Beoordelingscriteria
De verschillende gidsen hebben elk hun eigen criteria. Niet elke gids kijkt achter de schermen. Sommige hechten er vooral belang aan dat klanten 'waarde voor hun geld' krijgen. Daarom is het mogelijk dat een restaurant ontbreekt in de ene gids, maar schittert in een andere gids. Omdat de gidsen zelfstandig werken, kan een restaurant gelijktijdig meerdere erkenningen verwerven.